# Huopalahden ampumarata
Der Huopalahden ampumarata (deutsch Schießstand Huopalahti) war ein Schießstand im Norden der finnischen Hauptstadt Helsinki.
Der Schießstand gehörte der finnischen Jagdvereinigung Suomen Metsästysyhdistyksen und war während der Olympischen Sommerspiele 1952 Austragungsort des Trap-Wettkampfs. Für die Zuschauer wurde für den Wettkampf eine temporäre Sitzplatztribüne mit 250 Plätzen errichtet. Insgesamt wohnten 612 Zuschauer dem Wettkampf bei.
1960 wurde der Schießstand stillgelegt.